# Oberea trilineata
Oberea trilineata är en skalbaggsart som först beskrevs av Louis Alexandre Auguste Chevrolat 1858.  Oberea trilineata ingår i släktet Oberea och familjen långhorningar.
Artens utbredningsområde är Nigeria. Inga underarter finns listade i Catalogue of Life.